# Clitoria flagellaris
Clitoria flagellaris är en ärtväxtart som först beskrevs av George Bentham, och fick sitt nu gällande namn av George Bentham. Clitoria flagellaris ingår i släktet Clitoria, och familjen ärtväxter. Inga underarter finns listade i Catalogue of Life.